# Wowczenka
Wowczenka (ukr. Вовченка) – wieś na Ukrainie, w obwodzie donieckim, w rejonie pokrowskim, w hromadzie Kurachowe. W 2001 liczyła 243 mieszkańców.